# Auld Lang Syne (The New Year's Anthem)
Auld Lang Syne (The New Year's Anthem) é o quarto single da cantora Mariah Carey para o álbum Merry Christmas II You, lançado no dia 14 de dezembro de 2010, que foi o dia que ela estreou no site Amazon. É uma canção para o Ano Novo.

## A música
Auld Lang Syne (The New Year's Anthem) foi originalmente escrito por Robert Burns, com algumas alterações letras e produção da música que está sendo feito por Mariah Carey, Randy Jackson e Severin Johnny. A música tem influências do R&B em sua melodia e um arranjo vocal pop.

## Vídeo Clip
Foi lançado no dia 15 de dezembro de 2010 no seu site oficial. O video é bem simples e uma baixa produção mas tudo se explica por causa do tempo, Mariah esta grávida e tem que dar atenção a isso e tudo foi feito às pressas só no mês de dezembro. O vídeo mostra Carey cantando a música com um fundo preto e muitos fogos de artifício, Mariah está com uma roupa preta, calça transparente e colada e um vestido curto também preto.

## Faixas
Download Digital
1. "Auld Lang Syne (The New Year's Anthem)" - 3:48

Auld Lang Syne (The New Year's Anthem) - Remix
1. "Auld Lang Syne (The New Year's Anthem) (Ralphi Rosario Traditional Club Mix)" - 7:56
2. "Auld Lang Syne (The New Year's Anthem) (Rosario Traditional Mixshow)" - 6:11
3. "Auld Lang Syne (The New Year's Anthem) (Rosario Traditional Radio Edit)" - 4:13
4. "Auld Lang Syne (The New Year's Anthem) (Ralphi's Alternative Club Mix)" - 6:07
5. "Auld Lang Syne (The New Year's Anthem) (Ralphi's Alternative Mixshow Edit)" - 5:21
6. "Auld Lang Syne (The New Year's Anthem) (Johnny Vicious Warehouse Mix)" - 6:44
7. "Auld Lang Syne (The New Year's Anthem) (Johnny Vicious Warehouse Radio)" - 3:14
8. "Auld Lang Syne (The New Year's Anthem) (Johnny Vicious Warehouse Dub)" - 7:38
9. "Auld Lang Syne (The New Year's Anthem) (Johnny Vicious Warehouse (No Vocal Intro) Mix)" - 05:40

### Posições
| Parada (2010-2011)                                      | Melhor posição |
| ------------------------------------------------------- | -------------- |
| Estados Unidos Billboard Dance Singles                  | 5              |
| Estados Unidos Billboard Holiday/Seasonal Digital Songs | 9              |
| Estados Unidos Billboard Yahoo Video                    | 6              |